# Olof Brundin
Olof Brundin, född 25 maj 1961 på Lidingö, död 29 november 2018, var en svensk journalist bosatt i Stockholm och Paris. Han var tidigare informationschef i mediekoncernen Schibsted.
Olof Brundin anställdes på Aftonbladet år 1986 och var bland annat profilerad intervjuare under vinjetten "Olof Brundin möter", nöjeschef, nyhetschef på Aftonbladets allmänna redaktion samt åren 1996–1997 Aftonbladets Pariskorrespondent.
År 1998 blev han informationsdirektör i Aftonbladetkoncernen och 2007 utsågs han till Aftonbladets andreredaktör under den då nytillträdde chefredaktören Jan Helin.
Han var också verksam på redaktionella ledningsposter inom Sveriges Radio ("Efter Tre") och Sveriges Television.
Brundin var 1988–2012 gift med komikern Anna-Lena Brundin. Tillsammans har de två barn. Brundin var från 2013 och fram till sin död omgift med den svensk-franska cellisten Mimi Brundin-Sunnerstam.
Olof Brundin var initiativtagare till mässan "Med kärlek från Paris" som direktsändes den 1 februari 2015 i en rad svenska medier, bland annat Aftonbladet TV och Sveriges Radio P1, från Svenska kyrkan i Paris. Medverkande i mässan var bland andra Özz Nûjen, Helle Klein och Sarah Dawn Finer. "Med kärlek från Paris" var en manifestation för att hedra offren i terrorattacken i Paris i januari, och en manifestation för yttrandefrihet och religionsfrihet.
De sista åren var Olof Brundin medarbetare i Tidskriften Fokus samt på Aftonbladets kultursidor.